# Corus parallelus
Corus parallelus är en skalbaggsart som först beskrevs av Stefan von Breuning 1935.  Corus parallelus ingår i släktet Corus och familjen långhorningar. Inga underarter finns listade i Catalogue of Life.